# Irene Tinagli
Irene Tinagli (Empoli, 16 aprile 1974) è un'economista e politica italiana, dal 2 luglio 2019 europarlamentare per il Partito Democratico, di cui è stata vicesegretaria dal 17 marzo 2021 al 12 marzo 2023 con le funzioni di vicaria sotto Enrico Letta.

## Biografia

### Attività accademica
Laureata all'Università commerciale Luigi Bocconi di Milano col massimo dei voti e la lode, ha conseguito la laurea magistrale e, grazie ad una borsa di studio Fulbright, un dottorato in politiche pubbliche e amministrazione presso l'Università Carnegie Mellon di Pittsburgh, dove si è specializzata in sviluppo economico e innovazione, e dove inizia i suoi studi su creatività ed economia urbana con Richard Florida.
Nel 2004 scrive, assieme a Florida, Europe in the Creative Age (Demos), nel 2005 L'Italia nell'era creativa, e nel 2007 Sweden in the Creative Age, in collaborazione con ricercatori dell'Università di Göteborg. In quegli anni è consulente del Dipartimento per gli affari economici e sociali dell'ONU sui temi delle Società del sapere, contribuendo alla stesura del libro Understanding Knowledge Societies, pubblicato nel 2005 dalle Nazioni Unite. Negli stessi anni collabora come consulente per la Commissione europea e diversi enti e governi regionali sia in Italia che all'estero.
Nel 2008 ha pubblicato il libro Talento da svendere, edito da Einaudi, e ha iniziato la sua attività di editorialista per il quotidiano La Stampa.
Nel 2009 approda all'Università Carlos III di Madrid presso il dipartimento di Economia delle Imprese dove insegna Management e Organizzazione.
Nel marzo 2010 per "le doti professionali, impegno nella società e potenziale contributo a dare forma al futuro del mondo" è stata nominata Young Global Leader dal World Economic Forum. Nel 2014 ha pubblicato il libro Un Futuro a Colori, edito da Rizzoli. È membro dell’Advisory Council della Florence School of Banking and Finance (Università Europea, Fiesole), del Board of Trustees di Friends of Europe e dell’Advisory Board del Center for Social Norms and Behavioral Dynamics dell’Università della Pennsylvania.

### Attività politica

#### Gli inizi
Nel 2008 ha partecipato al processo di costituzione del Partito Democratico (PD), facendo parte dell'Assemblea Costituente e del Comitato che ha redatto lo Statuto del Partito Democratico. Nel giugno 2008 fu nominata tra le venti "personalità del mondo della cultura, dell'associazionismo, del lavoro e dell'impresa" che affiancavano la Direzione nazionale del PD, un incarico da cui si dimise pochi mesi dopo con una lettera aperta a Walter Veltroni. Negli anni successivi si è impegnata sul fronte dei diritti civili, facendo parte del Comitato d'Onore dell'associazione italiana per i diritti civili Equality e del comitato scientifico dell'associazione di imprese "Parks-liberi e uguali".
Nel 2009 contribuisce alla fondazione del centro studi "Italia Futura", presieduto da Luca Cordero di Montezemolo e coordina alcuni dei suoi progetti e campagne, come quella sulla mobilità sociale. Nel 2012 è stata consigliera sulle smart city del Ministro dell'istruzione, dell'università e della ricerca Francesco Profumo nel governo Monti.

#### Elezione a deputata
Alle elezioni politiche del 2013 si candida alla Camera dei deputati, come capolista di Scelta Civica nella circoscrizione Emilia-Romagna, risultando eletta deputata. Successivamente, ha aderito al gruppo Scelta Civica per l'Italia.
Dopo le dimissioni di Stefania Giannini e la sconfitta subita da Scelta Europea alle elezioni europee del 2014, si è candidata alla segretaria del partito, con una mozione che chiedeva un forte avvicinamento di Scelta Civica al PD guidato da Matteo Renzi, in contrapposizione alla mozione dell'altro candidato, il sottosegretario di stato al MEF Enrico Zanetti. In seguito ritira la sua candidatura, in dissenso alle dinamiche innescate dal processo di tesseramento territoriale e alle spaccature crescenti dentro al partito.
Da gennaio 2015 è presidente di iMille, rivista online con licenza Creative Commons BY-NC-SA. A febbraio dello stesso anno, insieme ad altri di Scelta Civica, insieme ad altri sette parlamentari di Scelta Civica, abbandona il partito e annuncia il passaggio al Partito Democratico. 

#### Elezione a europarlamentare
Alle elezioni politiche del 2018 non si ricandida al Parlamento, ma l'anno successivo si candida alle elezioni europee del 2019 nella circoscrizione Italia nord-occidentale per il PD assieme a "Siamo Europei", manifesto politico dell'ex ministro dello sviluppo economico Carlo Calenda, e con 106.710 preferenze risulta la seconda degli eletti.
Inizialmente doveva lavorare nella commissione per il commercio internazionale, ma il 16 settembre 2019 viene eletta presidente della Commissione per i problemi economici e monetari del Parlamento europeo, sostituendo Roberto Gualtieri, dimessosi dopo la nomina a ministro dell'Economia e delle Finanze del governo Conte II.

#### Vicesegretaria del PD

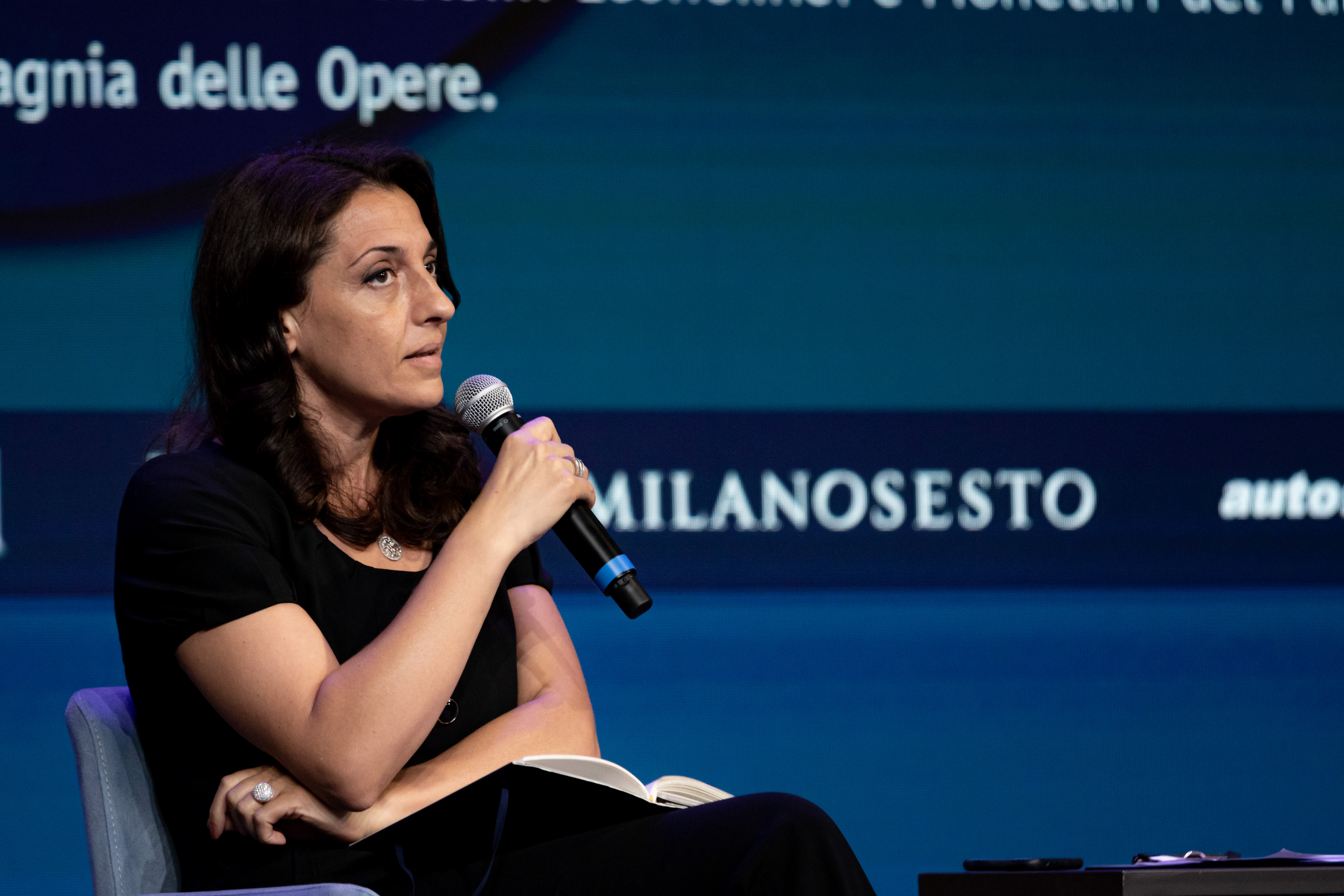
Tinagli al Meeting di Rimini 2021

Il 17 marzo 2021 viene nominata, dal neo-segretario del PD Enrico Letta, sua vicesegretario del Partito Democratico con le funzioni di vicaria, incarico che svolge fino alla fine del mandato di Letta.
Alle primarie del PD del 2023 sostiene la mozione di Stefano Bonaccini, presidente della Regione Emilia-Romagna, ma che risulta perdente venendo sconfitto dalla deputata del PD Elly Schlein.
Nel maggio del 2024, in occasione delle elezioni europee, viene ricandidata nella lista del PD per la circoscrizione nord-occidentale  risultando rieletta con quasi 79.000 preferenze.

## Posizioni politiche
Nel 2016 si è espressa a favore della riforma costituzionale Renzi-Boschi proposta dal governo Renzi.
A pochi giorni dal referendum costituzionale sulla riduzione del numero di parlamentari legato alla riforma "Fraccaro" avviata dal governo Conte I guidato dalla Lega assieme al Movimento 5 Stelle e concluso dal governo Conte II guidato dalla coalizione M5S e PD annuncia il suo voto contrario, in dissidenza con la linea ufficiale del suo partito schierato per il "Sì", affermando "Sono a favore della loro riduzione, ma inserito in un'altra riforma".

## Vita privata
È sposata dal 2001 con un docente di management che insegna a Madrid. Dal matrimonio è nato un figlio.

## Opere
- Europe in the Creative Age (con R. Florida), Demos, Londra, 2004.
- Sweden in the Creative Age (con R. Florida, P. Strom, E. Whalqvist), University of Gothenborg, School of Economics, Business and Law, 2007
- Talento da svendere, Torino, Einaudi, 2008.
- L'Italia è un Paese bloccato. Muoviamoci! La mobilità sociale secondo Italia Futura, Roma, Italia Futura, 2009.
- Giovani, al lavoro! Le proposte di Italia Futura per l'occupazione giovanile, con Stefano Micelli e Marco Simoni, Roma, Italia Futura, 2010.
- Norway in the Creative Age. Research Report, Staten vegvesen & Abelia, Oslo, 2012
- Un futuro a colori. Scoprire nuove opportunità di lavoro e vivere felici, Rizzoli editore, maggio 2014.
- La grande ignoranza. Dall'uomo qualunque al ministro qualunque, l'ascesa dell'incompetenza e il declino dell'Italia. Rizzoli editore, gennaio 2019.